# Gal Vihara
Gal Vihara (en singhalais : ගල් විහාරය), aussi appelé Gal Viharaya et à l'origine le Uttararama, est un temple bouddhiste situé à Polonnâruvâ, dans la province du Centre-Nord du Sri Lanka.
Il a été créé au XIIe siècle par Parakramabahu I.